# Jewhen Duchin
Jewhen Iwanowycz Duchin (ukr. Євген Іванович Духін; ur. 7 maja 1980) – ukraiński zapaśnik startujący w stylu wolnym. Wojskowy mistrz świata w 2002. Trzeci na akademickich MŚ w 2004. Piąty w Pucharze Świata w 2006 i szósty w 2007 roku.